# Хейз, Фрэнк
Фрэнк Хэйз (англ. Frank Hayes; 17 мая 1871 — 28 декабря 1923) — американский киноактёр немого кино. Снялся в 73 фильмах с 1913 по 1924 год. Актёр имел уникальную форму головы, его лицо напоминало заострённый топор. В связи с этим он был наиболее востребованным в немых комедийных фильмах.
Умер в Голливуде, штат Калифорния от пневмонии, в возрасте 52 лет.

## Избранная фильмография
- 1914 — Фэтти и Минни Хи-Хо — сельский житель в баре
- 1914 — День Фэтти Джона
- 1914 — Его место для свиданий — обедающий (нет в титрах)
- 1914 — Новый привратник / The New Janitor — бухгалтер
- 1914 — Его музыкальная карьера — мистер Бедняк
- 1914 — Любовная удача
- 1915 — Путаница из-за фотографии
- 1915 — Маленький учитель
- 1915 — Их социальная всплеск
- 1915 — Когда любовь расправляет крылья — отец девушки
- 1915 — Случайное знакомство Фэтти
- 1915 — Опрометчивый шаг Фэтти
- 1915 — Новая роль Фэтти
- 1915 — Фэтти и Мейбл на выставке в Сан-Диего
- 1915 — Фэтти, Мейбл и закон
- 1915 — Фэтти и Мейбл дрейфуют / Fatty and Mabel Adrift — отец Мейбл
- 1918 — Когда мы едим?
- 1919 — Любовь
- 1919 — / Cupid Forecloses
- 1924 — Алчность — Грэннис, ветеринар (нет в титрах)